# Browallia americana
Browallia americana är en potatisväxtart som beskrevs av Carl von Linné. Browallia americana ingår i släktet browallior, och familjen potatisväxter. Inga underarter finns listade i Catalogue of Life.

## Bildgalleri

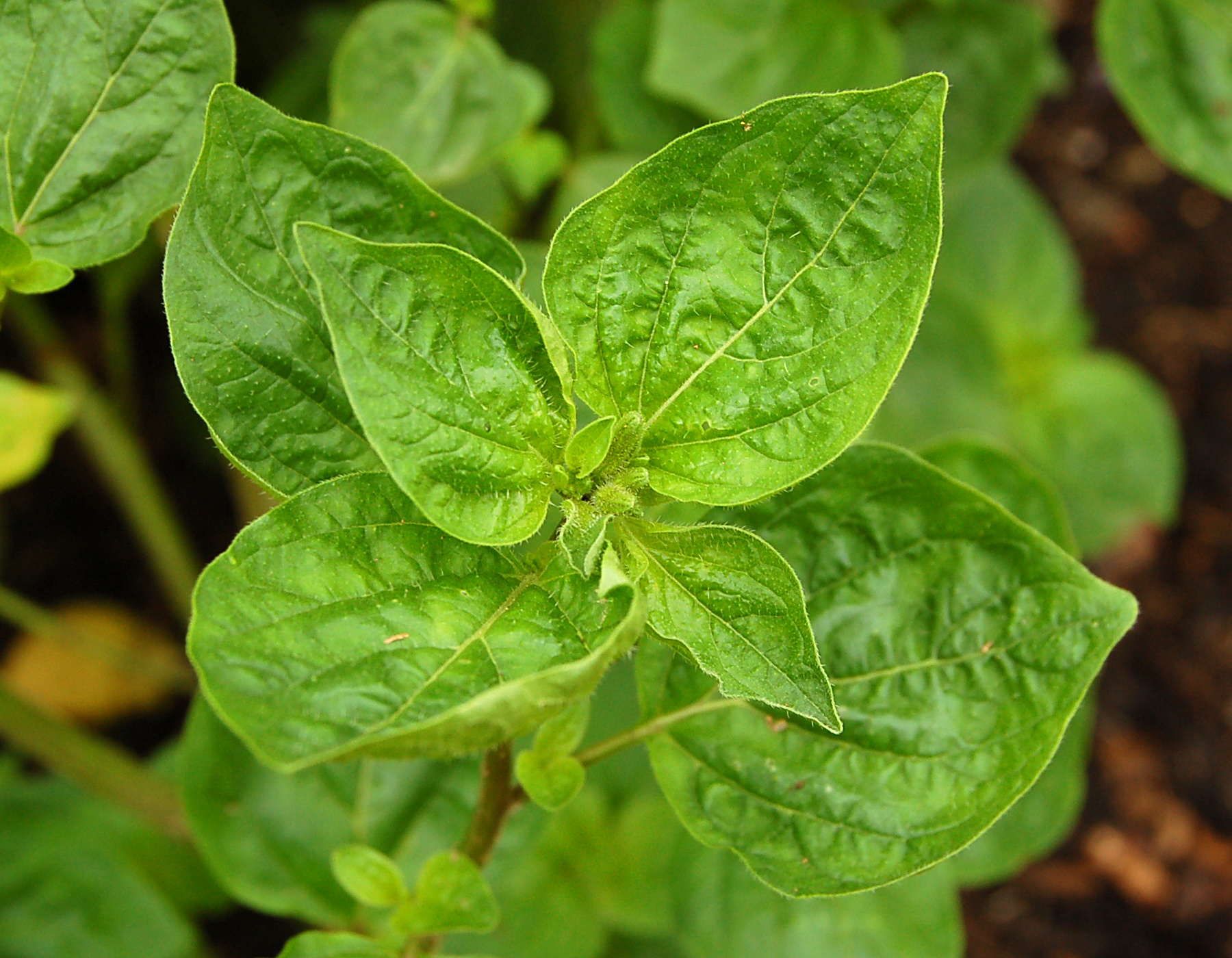
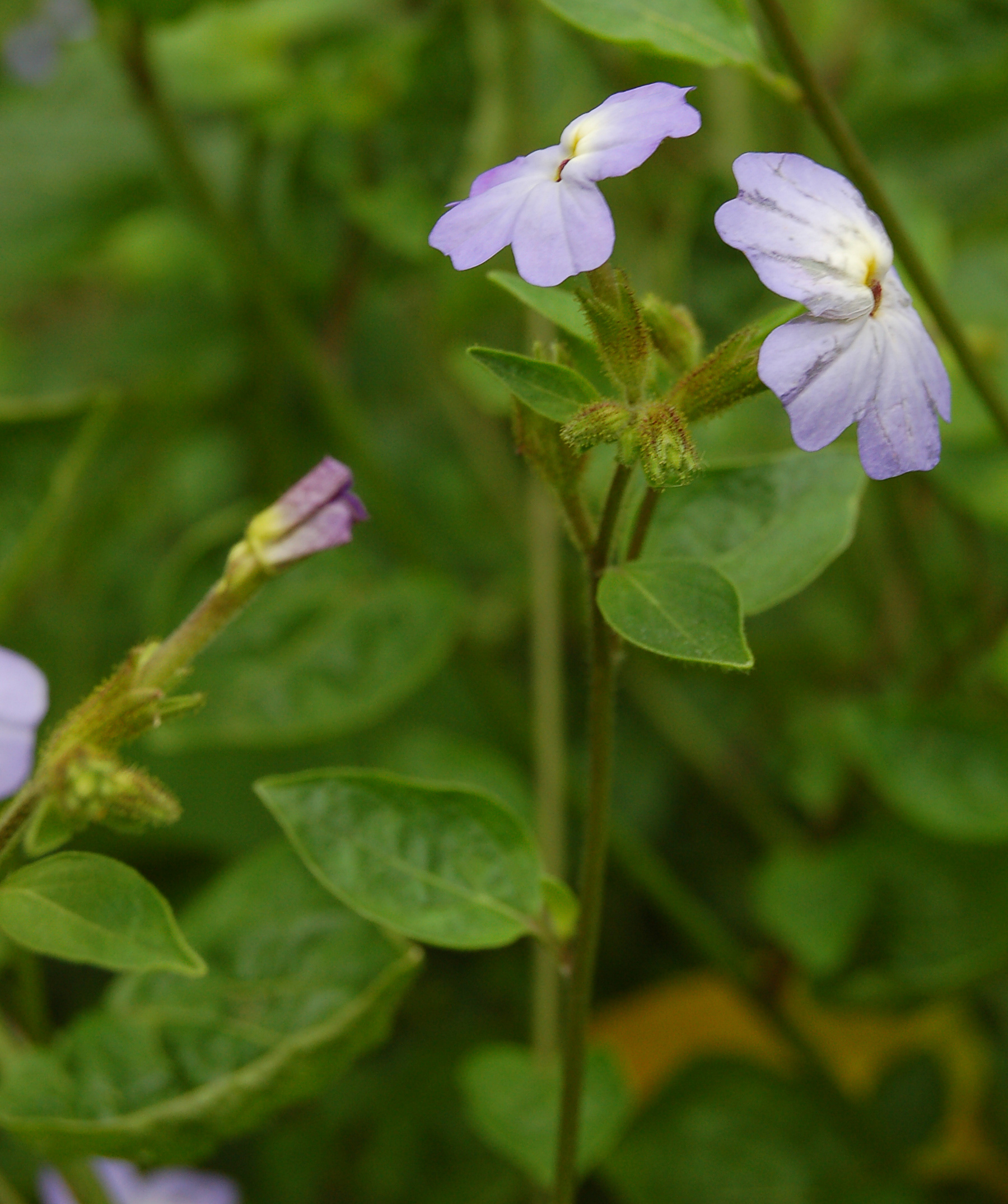
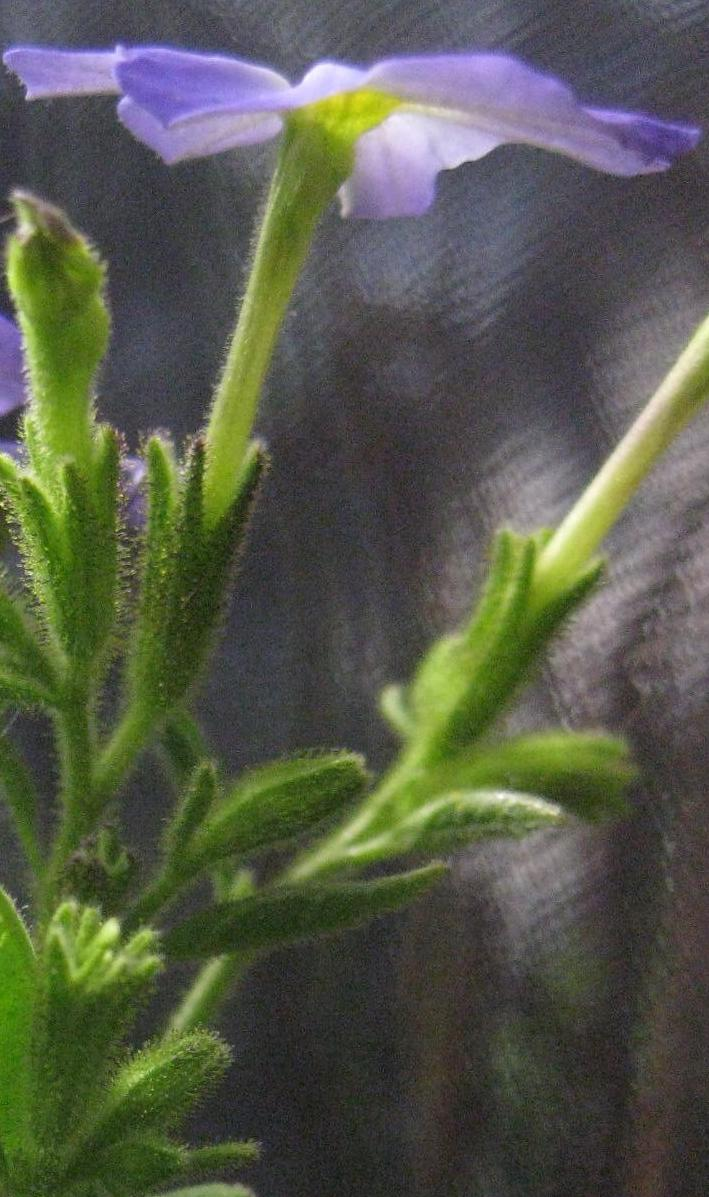